# 八度海峡
八度海峡（Eight Degree Channel）是一个位于印度洋东部的海峡。东北距印度大陆460公里。在印度米尼科伊岛和马尔代夫伊哈万迪富卢环礁之间。也就是印度与马尔代夫的国界线。
八度海峡得名于英国海军，因为它位于北纬8度。